# 구대진
구대진(具臺鎭, 1967년 6월 2일 ~ )은 전 KBO 리그 야구 선수의 투수이다. 그의 동생은 좌완투수였던 구대성의 친형이다. 

## 출신학교
- 1974 ~ 1980 : 대전신흥초등학교 (졸업)
- 1980 ~ 1983 : 충남중학교( 졸업)
- 1983 ~ 1986 : 대전고등학교 ( 졸업)
- 1986 ~ 1990 : 경남대학교 (1986학번,1990년 졸업)